# Synagoge (Pleisweiler)
Die Synagoge in Pleisweiler wurde 1830 in der Schäfergasse 2 errichtet. Nach der Aufgabe wurde das Synagogengebäude verkauft und in ein noch heute bestehendes Wohnhaus umgebaut.

## Synagoge
Bereits vor 1830 war ein Betraum in einem Privathaus vorhanden. 1830 errichtete die jüdische Gemeinde eine Synagoge in der Schäfergasse 2. Über die Architektur der Synagoge ist nur bekannt, dass sie Rundbogenfenster besessen haben soll. Ebenfalls nicht überliefert ist die genaue Nutzungsdauer der Synagoge sowie der Zeitpunkt des Verkaufes. Der Käufer baute das ehemalige Gebäude total um, so dass heute keine Elemente der ursprünglichen Synagoge mehr erkennbar sind (unter anderem wurde das Gebäude aufgestockt und es erhielt einen Anbau). Das Wohnhaus wird noch heute genutzt.

## Jüdische Gemeinde Pleisweiler
Die jüdische Gemeinde Pleisweiler gehörte bis zu ihrer offiziellen Auflösung im Jahr 1901 offiziell zur jüdischen Gemeinde Klingenmünster. Ab 1901 dann zur jüdischen Gemeinde Bergzabern.